# Inga golfodulcensis
Inga golfodulcensis é uma espécie vegetal da família Fabaceae.
Árvore encontrada na Península de Osa, na Costa Rica, em floresta sempre verde (evergreen) em altitudes de até 200 metros. Existem relatos, não confirmados, de sua presença na Colômbia.